# Индијан Бич (Северна Каролина)
Индијан Бич (енгл. Indian Beach) град је у америчкој савезној држави Северна Каролина.

## Демографија
По попису из 2010. године број становника је 112, што је 17 (17,9%) становника више него 2000. године.
| Група             | 2000.      | 2010.       |
| Белци             | 89 (93,7%) | 109 (97,3%) |
| Афроамериканци    | 0 (0,0%)   | 1 (0,9%)    |
| Азијати           | 0 (0,0%)   | 1 (0,9%)    |
| Хиспаноамериканци | 2 (2,1%)   | 0 (0,0%)    |
| Укупно            | 95         | 112         |